# Juan Manuel Espinosa Valenzuela
Juan Manuel Espinosa Valenzuela (Arbuniel, España, 8 de agosto de 1984) es un futbolista español que juega como centrocampista en el Real Jaén CF.

## Trayectoria
Juanma comenzó su carrera deportiva en las categorías inferiores del Real Jaén hasta la edad de juvenil, cuando abandona la entidad blanca y se marcha a probar fortuna en calidad de cedido primero al Atlético Jaén y la temporada siguiente al Martos CD, club que le da la oportunidad de debutar en Tercera División en 2003. En el cuadro marteño disfrutara de varios partidos y acaba descendiendo a Regional Preferente, quedando 19° clasificado, con 33 puntos.
En la temporada 2004-2005, tras el descenso del Martos, vuelve a Jaén y de nuevo se marcha pero esta vez transferido a las filas de otro equipo importante de la provincia, el Úbeda Club de Fútbol, qué militaría en Tercera. Con el club de los cerros, hace su debut, en la primera jornada del campeonato de liga, en el Estadio del San Miguel, frente al CF Rusadir, con victoria ubetense 2-0. Esa temporada Juanma disputaría un total de 31 partidos jugados anotando 4 goles, quedando en 14ª posición con 44 puntos.
Su gran temporada en el club de la ciudad de los cerros, le abrirá las puertas de la Segunda B, de la mano de la RSD Alcalá, su debut con el Alcalá, se produjo en la primera eliminatoria de la Copa del Rey, el 13 de agosto de 2005, en Las Rozas de Madrid, frente al club local, ganando el cuadro alcalearreño, 0-2, disputando los 90 minutos del partido, también seria el primer partido de Juanma en la Copa del Rey. Su debut en liga, tuvo lugar solo unas semanas más tarde en la primera jornada de liga en el Estadio Municipal El Val, con empate a cero ante la AD Alcorcón, Juanma disputó un total de 37 partidos con la camiseta del Alcalá, 34 de liga, anotando un gol jugando 2.926 minutos y 3 de Copa del Rey.
En 2006, pese a ser de los futbolistas más utilizados del equipo, tras finalizar la temporada se regresa de nuevo a tierras jiennenses, para recalar de nuevo en el Úbeda CF, hasta final de temporada, con el qué disputará cuatro partidos en tercera, uno de ellos el qué le enfrentó en Granada el 30 de abril de 2006, en la jornada treinta y cuatro del campeonato nacional de tercera, en el Nuevo Estadio de Los Cármenes, cayendo derrotado por un contundente 5-0, frente al Granada CF, jugando Juanma los noventa minutos del partido, su último partido con la camiseta ubetense se produjo en la última jornada de liga en el San Miguel, frente al UD Maracena, con derrota úbetense por 0-2, esta temporada Juanma vivió junto con el club y la ciudad el descenso y desaparición del club de los cerros.
Finalizada la temporada, Juanma ficha por el Poli Ejido, de la Segunda División, en un principio para jugar con su filial en Tercera. Con el filial ejidense disputó 28 partidos de liga anotando un gol, con 2.447 minutos jugados, su debut, con el Poli B, se produjo en Adra, frente al AD Adra, con empate a un gol. Pese a que no llegó a debutar con el primer equipo del Poli Ejido, fue llamado a varias convocatorias con el primer equipo, aunque si gozó de minutos en un partido amistoso celebrado en la localidad jiennense de Andújar, frente al conjunto local el CD Iliturgi, perdiendo el cuadro celeste por dos goles a uno.
En 2007, firma por el Ontinyent Club de Fútbol, de la Segunda División B, con el qué disputa 7 partidos de liga, con 305 minutos jugados y cero goles. Hizo su debut frente al Hospitalet, cayendo derrotado 1-0.
En el mercado de invierno recala en las filas del Burgos CF, también de la Segunda B, donde disputará la segunda vuelta del campeonato, debutó con la cometa burgalesa fue el 27 de enero de 2008, en la jornada 22, en el Estadio Municipal de El Plantío, con derrota por 0-2, frenteal Sestao River, con el Burgos disputó 8 encuentros en los que logró marcar un gol. El Burgos quedó 18°clasificado, con 40 puntos descendiendo a Tercera División.
En la temporada 2008-2009, se marcha de nuevo a tierras madrileñas, esta vez para firmar con el CD Móstoles, de la Tercera División, quedando en un discreto undécimo puesto con 49 puntospuntos, disputando 18 partidos de liga con 461 minutos jugados.
Al comienzo de la 2009-2010, firma por el Atlético Mancha Real, recién ascendido a Tercera, y con el qué se proclama campeón de liga, con 68 puntos, disputando el Play Off de Ascenso a Segunda B, siendo Juanma, un hombre clave dentro del plantel mancharrealeño, campeón de liga fue uno de los más utilizados jugando 41 partidoa de liga, con 3.187 minitos acumulados, marcando dos goles. Su debut con el Mancha Real, se produjo el 30 de agosto de 2009, en el Estadio de la Juventud, frente al Comarca de Nijár, con empate a cero goles.
La temporada 2010-2011, continuaen las filas mancharrealeñas, jugando 31 partidos jugados acumulando 2.482 minutos sin hacer goles. Esta temporada disputará Copa del Rey, hace su debut en copa con el Mancha Real, en Ceuta, frente al AD Ceuta, cayendo derrotados en la primera eliminatoria por el resultado de 4-1.
Sus dos buenas temporadas anteriores junto con su ya más que dilatada experiencia, ficha por el Real Jaén de Segunda División B, regresando así de esta manera a la que fue su casa. Su debut en liga con el Jaén, se produjo en la primera jornada de liga, el 21 de agosto de 2011, en el Nuevo Estadio de la Victoria, frente al Cádiz CF, con empate 1-1. En su primera temporada disputó 34 partidos de liga, anotando dos goles, acumulando un total de 2.727 minutos jugados. También jugó Copa del Rey, haciendo su debut frente al Ceuta, en La Victoria, ganado el Real Jaén 3-0.
En 2012-2013, continua en las filas del club del Santo Reino, esta temporada disputá 42 partidos de liga, con 3.768 minunots acumulados, siendo uno de los hombres más utilizados por Manolo Herrero, el jugador de Arbuniel (Jaén) concluyó la temporada 2012/2013 jugando un total de 46 partidos entre liga, Copa del Rey y Play-Offs de Ascenso a 2ª División, convirtiéndose en un jugador básico para el Real Jaén. Jugó los dos partidos de copa Copa del Rey, frente al Atlético de Madrid, en La victoria y en el Estadio Vicente Calderón. Los que lo conocen hablan de un centrocampista rápido, con técnica, buena visión de juego, inteligencia y buen pase. En sus incorporaciones al ataque también puede aportar un buen disparo lejano.  Ha sido campeón del grupo 4 de Segunda B con el Real Jaén, con el que consiguió el ascenso a la división de plata del fútbol español.
En la 2013-2014, debutó en Segunda División, de la mano del Real Jaén, en el Estadio de la Victoria, en la primera jornada del campeonato nacional de liga, cayendo derrotado, frente al SD Eibar, 1-2. En Segunda División, jugó un total de 41 partidos, y 3.604 minutos haciendo un gol, frente al RCD Mallorca. Pese al mal comienzo de temporada supieron enderezar el rumbo tanto así qué estuvieron mas jornadas fuera de descenso que en posicienos de descenso, llegando a la última jornada con opciones de salvarse pero perodiemdo el partido frente al Deportivo Alavés en casa 2-3.
Para la temporada 2014/2015 después de tres años defendiendo la camiseta del Real Jaén CF, con el descenso del club firma por el Cádiz CF de Segunda División B, junto con otros compañeros del Jaén, como Jona Mejía, Fran Machado, o Servando Sánchez. Debutó con la camisetandel Cádiz, en la primera jornada frente al Real Betis Balompié B, su debut en copa con el submarino amarillo seria en Lepe, frente alnCD San Roque Lepe, con victoria cadistabpor 0-3. Tras jugar una temporada completa donde se quedó a las puertas del ascenso a segunda división cayendo en la eliminatoria final frente al filial del Athletic Club, el Bilbao Athletic. 
En la temporada 2015/16, ficha por el Hércules de Alicante CF, también de la segunda división b, el cual entrena Manolo Herrero, que ya fue su entrenador en las filas del Real Jaén. Hace su debut con el Hércules en liga, en la primera jornada de liga en el Estadio José Rico Pérez, frente al Atlético Levante, con victoria herculana 1-0.

## Clubes
| Club                       | País   | Año       |
| -------------------------- | ------ | --------- |
| Atlético Jaén FC           | España | 2002-2003 |
| Martos Club Deportivo      | España | 2003-2004 |
| Úbeda Club de Fútbol       | España | 2004-2005 |
| R. Sociedad Alcalá         | España | 2005-2006 |
| Úbeda Club de Fútbol       | España | 2005-2006 |
| Club Polideportivo Ejido B | España | 2006-2007 |
| Ontinyent Club de Fútbol   | España | 2007-2008 |
| Burgos Club de Fútbol      | España | 2007-2008 |
| Club Deportivo Móstoles    | España | 2008-2009 |
| Atlético Mancha Real       | España | 2009-2011 |
| Real Jaén Club de Fútbol   | España | 2011-2014 |
| Cádiz Club de Fútbol       | España | 2014-2015 |
| Hércules Club de Fútbol    | España | 2015-2017 |
| Unión Deportiva Melilla    | España | 2017-2018 |
| Real Jaén Club de Fútbol   | España | 2018-     |

## Estadísticas
(Actualizado a 12 de abril de 2019)
| Temporada     | Club                    | Categoría          | Liga  | Liga  | Copa  | Copa  | Fases Ascenso | Fases Ascenso | Total | Total |
| Temporada     | Club                    | Categoría          | Part. | Goles | Part. | Goles | Part.         | Goles         | Part. | Goles |
| ------------- | ----------------------- | ------------------ | ----- | ----- | ----- | ----- | ------------- | ------------- | ----- | ----- |
| 2005/06       | RSD Alcalá              | Segunda División B | 34    | 1     | 3     | 0     | -             | -             | 37    | 1     |
| 2006/07       | Poli Ejido B            | Tercera División   | 28    | 1     | -     | -     | -             | -             | 28    | 1     |
| 2007/08       | Ontiyent CF y Burgos CF | Segunda División B | 15    | 0     | -     | -     | -             | -             | 15    | 0     |
| 2008/09       | CD Móstoles             | Tercera División   | -     | -     | -     | -     | -             | -             | -     | -     |
| 2009/10       | ATL Mancha Real         | Tercera División   | 35    | 2     | -     | -     | 6             | 0             | 41    | 2     |
| 2010/11       | ATL Mancha Real         | Tercera División   | 31    | 0     | -     | -     | -             | -             | 31    | 0     |
| 2011/12       | Real Jaén               | Segunda División B | 32    | 2     | 2     | 0     | 2             | 0             | 36    | 2     |
| 2012/13       | Real Jaén               | Segunda División B | 36    | 0     | 4     | 0     | 6             | 0             | 46    | 0     |
| 2013/14       | Real Jaén               | Segunda División   | 41    | 1     | 4     | 1     | -             | -             | 45    | 2     |
| 2014/15       | Cádiz CF                | Segunda División B | 34    | 0     | 4     | 0     | 4             | 0             | 42    | 0     |
| 2015/16       | Hércules CF             | Segunda División B | 35    | 2     | 1     | 0     | 5             | 0             | 41    | 2     |
| 2016/17       | Hércules CF             | Segunda División B | 29    | 3     | 4     | 1     | -             | -             | 33    | 4     |
| 2017/18       | UD Melilla              | Segunda División B | 36    | 3     | 1     | 0     | -             | -             | 37    | 3     |
| 2018/19       | Real Jaén               | Tercera División   | 26    | 3     | 2     | 0     | -             | -             | 28    | 3     |
| Total carrera | Total carrera           | Total carrera      | 412   | 18    | 25    | 2     | 23            | 0             | 460   | 20    |